# Gran Premio di Germania 1951
Il Gran Premio di Germania 1951 è stata la sesta prova della stagione 1951 del campionato mondiale di Formula 1. La gara si è tenuta domenica 29 luglio sul circuito del Nürburgring ed è stata vinta dall'italiano Alberto Ascari su Ferrari, al primo successo in carriera; Ascari ha preceduto all'arrivo l'argentino Juan Manuel Fangio su Alfa Romeo e uno dei suoi compagni di squadra, l'altro argentino José Froilán González.

## Vigilia

### Aspetti tecnici
Il circuito utilizzato per questa edizione del Gran Premio di Germania è il Nürburgring Nordschleife, uno dei circuiti del complesso del Nürburgring. Esso si tratta di un tracciato permanente lungo 22,81 km e avente 73 curve. Da percorrere in senso orario, il Nordschleife diventa il circuito di Formula 1 più lungo a partire dal 1950, superando il circuito di Spa-Francorchamps, il quale nelle prime edizioni del Gran Premio del Belgio presentava una lunghezza di 14,12 km. Il rettilineo di partenza è situato sul Betonschleife, ossia l'anello di raccordo tra il Nordschleife e il Südschleife.
Essendo costruito sulle alture dell'Eifel, il Nürburgring presenta un dislivello di 300 m e pendenze che arrivano al 17%.

### Aspetti sportivi
Il Gran Premio rappresenta il sesto appuntamento stagionale a distanza di due settimane dalla disputa del Gran Premio di Gran Bretagna, quinta gara del campionato. Questa corsa segna il primo grande evento automobilistico internazionale organizzato in Germania dopo la fine della seconda guerra mondiale e la prima edizione del Gran Premio di Germania valida per il campionato mondiale di Formula 1. Esso risulta inoltre essere, assieme al Gran Premio di Spagna, la cui prima edizione si terrà a ottobre, uno dei due Gran Premi debuttanti nella stagione 1951. La tappa tedesca si corre dopo il Gran Premio d'Olanda, una gara extra calendario tenuta domenica 22 luglio sul circuito di Zandvoort, nei Paesi Bassi.
Tra le squadre ufficiali alla gara partecipano l'Alfa Romeo, con quattro 159 guidate da Juan Manuel Fangio, Nino Farina, Felice Bonetto e Paul Pietsch, la Scuderia Ferrari, con quattro 375 guidate da Alberto Ascari, Luigi Villoresi, Piero Taruffi e José Froilán González, e l'Equipe Gordini, con tre Simca-Gordini T15 guidate da Maurice Trintignant, Robert Manzon e André Simon.
Tra le squadre private partecipano la Écurie Belge, con Johnny Claes su una Talbot-Lago T26C-DA, la Écurie Belgique, con il debuttante Jacques Swaters su una Talbot-Lago T26C, la Écurie Rosier, con Louis Rosier su una T26C-DA e Louis Chiron su una T26C, la Scuderia Enrico Platé, con Toulo de Graffenried su una Maserati 4CLT-48, la Écurie Espadon, con Rudi Fischer su una Ferrari 212, e la Scuderia Ambrosiana, con David Murray su una 4CLT-48.
Tra i piloti privati erano presenti Toni Branca su 4CLT-48, Duncan Hamilton, Pierre Levegh e Yves Giraud-Cabantous su una T26C, e Philippe Étancelin su una T26C-DA.
Al Gran Premio erano iscritti anche il tailandese Prince Bira e il brasiliano Chico Landi su Maserati 4CLT-48 e lo svedese Erik Lundgren su una EL Special motorizzata Ford, tuttavia non arrivarono alla gara.

## Qualifiche

### Resoconto
In prova Alberto Ascari e José Froilán González sono più veloci di Juan Manuel Fangio e Nino Farina condividendo la prima fila mentre Luigi Villoresi, Piero Taruffi e Paul Pietsch sono in seconda fila. Ascari conquista la prima pole position in carriera e, grazie anche alla seconda piazzola guadagnata da González, la Ferrari conquista la prima doppietta in qualifica. Il britannico David Murray durante le prove perde il controllo della sua Maserati e subisce un incidente. La vettura riporta danni troppo seri da riparare e la Scuderia Ambrosiana decide di non prendere parte alla gara.

### Risultati
Nella sessione di qualifica si è avuta questa situazione:
| Pos | Nº | Pilota                | Costruttore        | Tempo       | Griglia |
| --- | -- | --------------------- | ------------------ | ----------- | ------- |
| 1   | 71 | Alberto Ascari        | Ferrari            | 9'55"8      | 1       |
| 2   | 74 | José Froilán González | Ferrari            | 9'57"5      | 2       |
| 3   | 75 | Juan Manuel Fangio    | Alfa Romeo         | 9'59"0      | 3       |
| 4   | 76 | Nino Farina           | Alfa Romeo         | 10'01"0     | 4       |
| 5   | 72 | Luigi Villoresi       | Ferrari            | 10'06"6     | 5       |
| 6   | 73 | Piero Taruffi         | Ferrari            | 10'12"9     | 6       |
| 7   | 78 | Paul Pietsch          | Alfa Romeo         | 10'15"7     | 7       |
| 8   | 91 | Rudi Fischer          | Ferrari            | 10'23"8     | 8       |
| 9   | 82 | Robert Manzon         | Simca-Gordini      | 10'28"9     | 9       |
| 10  | 77 | Felice Bonetto        | Alfa Romeo         | 10'46"1     | 10      |
| 11  | 87 | Yves Giraud-Cabantous | Talbot-Lago-Talbot | 10'52"8     | 11      |
| 12  | 83 | André Simon           | Simca-Gordini      | 10'57"5     | 12      |
| 13  | 85 | Louis Chiron          | Talbot-Lago-Talbot | 11'00"2     | 13      |
| 14  | 81 | Maurice Trintignant   | Simca-Gordini      | 11'07"5     | 14      |
| 15  | 84 | Louis Rosier          | Talbot-Lago-Talbot | 11'08"2     | 15      |
| 16  | 79 | Toulo de Graffenried  | Maserati           | 11'25"6     | 16      |
| 17  | 92 | Toni Branca           | Maserati           | 11'26"7     | 17      |
| 18  | 94 | Johnny Claes          | Talbot-Lago-Talbot | 11'33"6     | 18      |
| 19  | 90 | Pierre Levegh         | Talbot-Lago-Talbot | 11'41"9     | 19      |
| 20  | 88 | Duncan Hamilton       | Talbot-Lago-Talbot | 11'49"3     | 20      |
| 21  | 86 | Philippe Étancelin    | Talbot-Lago-Talbot | 11'52"9     | 21      |
| 22  | 93 | Jacques Swaters       | Talbot-Lago-Talbot | 12'09"1     | 22      |
| 23  | 89 | David Murray          | Maserati           | senza tempo | –       |

## Gara

### Resoconto
Nino Farina parte bene e va in testa ma nel corso del primo giro viene passato da Juan Manuel Fangio, Alberto Ascari e José Froilán González, mentre Paul Pietsch è in quinta posizione, nonostante un'uscita di pista al 2º giro. Le Alfa Romeo hanno problemi, in particolare Farina costretto al ritiro, lasciando Fangio a battagliare da solo con le Ferrari. Mentre le Alfa hanno bisogno di 2 pit stop, le Rosse possono farne soltanto 1. Fangio perde la testa quando entra ai box ma la riguadagna quando Ascari entra a rifornire. Fangio prova a guadagnare il più possibile per poter tornare in testa dopo la sosta ma non ce la fa e Ascari va al comando. Negli ultimi giri Ascari rientra inaspettatamente per cambiare una gomma ma il motore di Fangio non gira più come i primi giri e la Ferrari rimane davanti. Per Alberto Ascari è la prima vittoria nel mondiale di Formula 1; l'italiano è il settimo in totale a riuscire nell'impresa.

### Risultati
I risultati del Gran Premio sono i seguenti:
| Pos | Nº | Pilota                | Costruttore        | Giri | Tempo/Ritiro          | Griglia | Punti |
| --- | -- | --------------------- | ------------------ | ---- | --------------------- | ------- | ----- |
| 1   | 71 | Alberto Ascari        | Ferrari            | 20   | 3h23'03"3             | 1       | 8     |
| 2   | 75 | Juan Manuel Fangio    | Alfa Romeo         | 20   | +30"5                 | 3       | 7     |
| 3   | 74 | José Froilán González | Ferrari            | 20   | +4'39"0               | 2       | 4     |
| 4   | 72 | Luigi Villoresi       | Ferrari            | 20   | +5'50"2               | 5       | 3     |
| 5   | 73 | Piero Taruffi         | Ferrari            | 20   | +7'49"1               | 6       | 2     |
| 6   | 91 | Rudi Fischer          | Ferrari            | 19   | +1 giro               | 8       |       |
| 7   | 82 | Robert Manzon         | Simca-Gordini      | 19   | +1 giro               | 9       |       |
| 8   | 84 | Louis Rosier          | Talbot-Lago-Talbot | 19   | +1 giro               | 15      |       |
| 9   | 90 | Pierre Levegh         | Talbot-Lago-Talbot | 18   | +2 giri               | 19      |       |
| 10  | 93 | Jacques Swaters       | Talbot-Lago-Talbot | 18   | +2 giri               | 22      |       |
| Rit | 87 | Yves Giraud-Cabantous | Talbot-Lago-Talbot | 17   | Incidente             | 11      |       |
| 11  | 94 | Johnny Claes          | Talbot-Lago-Talbot | 17   | +3 giri               | 18      |       |
| Rit | 81 | Maurice Trintignant   | Simca-Gordini      | 13   | Motore                | 14      |       |
| Rit | 77 | Felice Bonetto        | Alfa Romeo         | 12   | Alternatore           | 10      |       |
| Rit | 88 | Duncan Hamilton       | Talbot-Lago-Talbot | 12   | Pressione dell'olio   | 20      |       |
| Rit | 78 | Paul Pietsch          | Alfa Romeo         | 11   | Incidente             | 7       |       |
| Rit | 83 | André Simon           | Simca-Gordini      | 11   | Motore                | 12      |       |
| Rit | 76 | Nino Farina           | Alfa Romeo         | 8    | Surriscaldamento      | 4       |       |
| Rit | 86 | Philippe Étancelin    | Talbot-Lago-Talbot | 4    | Cambio                | 21      |       |
| Rit | 92 | Toni Branca           | Maserati           | 3    | Iniezione             | 17      |       |
| Rit | 85 | Louis Chiron          | Talbot-Lago-Talbot | 3    | Motore                | 13      |       |
| Rit | 79 | Toulo de Graffenried  | Maserati           | 2    | Motore                | 16      |       |
| NP  | 89 | David Murray          | Maserati           | 0    | Incidente nelle prove | –       |       |

Juan Manuel Fangio riceve un punto addizionale per aver segnato il giro più veloce della gara.

## Classifica mondiale
| Pos | Pilota                | Punti |
| --- | --------------------- | ----- |
| 1   | Juan Manuel Fangio    | 28    |
| 2   | Alberto Ascari        | 17    |
| 3   | Nino Farina           | 15    |
| =   | José Froilán González | 15    |
| =   | Luigi Villoresi       | 15    |
| 6   | Lee Wallard           | 9     |
| 7   | Piero Taruffi         | 8     |
| 8   | Mike Nazaruk          | 6     |
| 9   | Reg Parnell           | 5     |
| 10  | Luigi Fagioli         | 4     |
| 11  | Louis Rosier          | 3     |
| =   | Felice Bonetto        | 3     |
| =   | Consalvo Sanesi       | 3     |
| =   | Andy Linden           | 3     |
| 15  | Toulo de Graffenried  | 2     |
| =   | Yves Giraud-Cabantous | 2     |
| =   | Jack McGrath          | 2     |
| =   | Manny Ayulo           | 2     |
| =   | Bobby Ball            | 2     |